# Notopalaeognathae
Notopalaeognathae es un clado que contiene el orden Rheiformes (ñandúes), el clado Novaeratitae (que incluye a los casuarios y emús, los kiwis y las extintas aves elefante), y el clado Dinocrypturi (que comprende a los tinamúes y a las extintas moas). Notopalaeognathae fue nombrado por Yuri et al. (2013) y definido en el PhyloCode por Sangster et al. (2022) como "el clado corona menos inclusivo que contiene a Rhea americana, Tinamus major y Apteryx australis". Las relaciones exactas de este grupo, incluidos sus miembros recientemente extintos, se han descubierto recientemente. Los dos linajes endémicos de Nueva Zelanda, los kiwis y los extintos moas, no son los parientes más cercanos entre sí, estando los moas más estrechamente relacionados con los tinamúes neotropicales, y los kiwis son un linaje hermano de los extintos pájaros elefante de Madagascar, estando a su vez los kiwis y los pájaros elefante relacionados con los casuarios y emús de Nueva Guinea y Australia. Los ñandúes sudamericanos son hermanos de todos los demás notopalaeognatos o hermanos de Novaeratitae. El grupo hermano de Notopalaeognathae es Struthionidae (la familia de los avestruces).